# 9М729
9М729 (за класифікацією НАТО — SSC-8) — перспективна російська крилата ракета середньої дальності (2500 км).

## Історія
У серпні 2019 року блок НАТО оприлюднив заяву, в якій переповідав історію контактів з Росією стосовно цієї ракети. Так, у липні 2018 року, після багатьох років запитань з боку НАТО щодо ракети, Росія визнала її існування. Країни НАТО стверджували, що така ракета порушує умови ДРСМД, але Росія продовжувала заперечувати це, також і на засіданні Ради Росія―НАТО, яке відбулося 25 січня 2019 року. У зв'язку з цим, США 1 лютого 2019 року вийшли з Договору, керуючись його статтею XV.